# Big Rocks
Big Rocks è il diciottesimo album discografico in studio del gruppo musicale hard rock svizzero dei Krokus, pubblicato nel 2017.
L'album è interamente composto da cover, e include infine una rivisitazione del brano Back Seat Rock n' Roll, già pubblicato nel 1980 nell'album Metal Rendez-Vous.

## Tracce
1. N.I.B. – 1:17 (Tony Iommi/Bill Ward/Geezer Butler/Ozzy Osbourne)
2. Tie Your Mother Down – 3:43 (Brian May)
3. My Generation – 2:55 (Pete Townshend)
4. Wild Thing – 3:50 (Chip Taylor)
5. The House Of The Rising Sun – 4:22 (tradizionale)
6. Rockin' in the Free World – 3:50 (Neil Young)
7. Gimme Some Lovin' – 3:34 (Steve Winwood/Spencer Davis/Muff Winwood)
8. Whole Lotta Love – 4:28 (Willie Dixon/John Bonham/John Paul Jones/Jimmy Page/Robert Plant)
9. Summertime Blues – 3:32 (Eddie Cochran)
10. Born To Be Wild – 3:54 (Mars Bonfire)
11. Quinn The Eskimo – 3:36 (Bob Dylan)
12. Jumpin' Jack Flash – 4:18 (Mick Jagger/Keith Richards)
13. Back Seat Rock n' Roll – 3:21 (Fernando von Arb/Chris von Rohr/Jürg Naegeli)

## Formazione
- Marc Storace – voce
- Fernando von Arb – chitarra, cori
- Mark Kohler – chitarra
- Chris von Rohr – basso, cori
- Flavio Mezzodi – batteria